# Costa do Descobrimento
A Costa do Descobrimento é uma zona turística localizada no sul do Estado da Bahia e que compreende os municípios de Porto Seguro, Santa Cruz Cabrália e Belmonte. Situa-se entre a Costa das Baleias e a Costa do Cacau.
Tendo sido parte da Capitania de Porto Seguro, a Costa do Descobrimento possui uma grande diversidade de paisagens com praias propicias para a prática de esportes náuticos, rios caudalosos e de água limpa, restingas e manguezais preservados, sendo o segundo destino turístico do Estado e o maior parque hoteleiro da Bahia.

## Localização
Belmonte, município mais ao norte da Costa do Descobrimento, encontra-se a 695 quilômetros de Salvador (15° 52’ lat. S – 38° 54’ long. O). Porto Seguro, no extremo sul da Costa, está a 723 quilômetros de Salvador (16° 26’ lat. S – 39° 05’ long. O).

## Dados históricos
- Primeiro encontro entre Portugueses e Índios, em 23 de abril de 1500.
- Primeira missa em terras brasileiras, em 26 de abril de 1500.
- Doação da Capitania de Porto Seguro, em 27 de maio de 1534.

## Pontos turísticos

### Praias
Belmonte
- Praia da Barra
- Praia de Barra Nova
- Praia de Magiquiçaba
- Praia do Mangue Alto
- Praia do Mar Moreno
- Praia do Meio
- Praia do Norte
- Praia do Peso
- Praia do Rio Preto

Porto Seguro
- Praia D’Ajuda
- Praia da Barra Velha
- Praia da Pedra Grande
- Praia da Ponta de Itaquena
- Praia da Ponta de Mutá
- Praia da Ponta Grande
- Praia de Apaga fogo
- Praia de Caraíva
- Praia de Curuípe
- Praia de Itapororoca
- Praia de Jacumã
- Praia de Juacena ou Satu
- Praia de Mundaí
- Praia de Mutá
- Praia de Setiquara
- Praia de Taperapuan
- Praia do Cruzeiro
- Praia do Espelho
- Praia do Outeiro
- Praia do Rio da Barra
- Praia do Rio dos Mangues ou Barramares
- Praia do rio Verde
- Praia dos Coqueirais
- Praia dos Nativos

Santa Cruz Cabrália
- Praia da Coroa Vermelha
- Praia da Ponta de Santo Antônio
- Praia das Bobocas ou dos Golfinhos
- Praia de Apuã
- Praia de Arakakaí
- Praia de Guaiú
- Praia de itacimirim ou das Tartarugas
- Praia de Jacumã
- Praia de Lençóis
- Praia de Mutari
- Praia de Santo André